# Rudolf van Brugge
Rudolf van Brugge (Latijn: Rodulfus Brugensis, Rudolphus Brughensis) was een Vlaamse astronoom, werkzaam rond het midden van de 12e eeuw. Hij wordt gerekend tot de befaamde Vertalersschool van Toledo en schreef een werk over het astrolabium.

## Levensloop
Over het leven van Rudolf is heel weinig geweten. Zijn naam wijst op een Brugse afkomst. Hij trok naar Zuid-Frankrijk en Noord-Spanje, mogelijk na studies in Chartres. Hij noemde zich een discipel van Hermannus Secundus, wiens astrologische denkbeelden over de invloed van de hemelse sferen op de aarde hij onderschreef. Ze werkten samen in Toulouse en Béziers.
Hoewel Rudolf van Brugge behoorde tot de kringen van de vroege School van Toledo, zijn van hem geen vertalingen uit het Arabisch bekend. Sommige vertalingen worden verkeerdelijk aan hem toegeschreven, zoals deze van het Planisphaerium. Dit gaat terug op een in Bazel gedrukte uitgave uit 1536, waarop Rudolf plots vermeld staat als auteur van de Latijnse tekst. Klaarblijkelijk was er verwarring opgetreden tussen hem en zijn leermeester Hermannus Secundus.

## Geschrift
Het enige bewaard gebleven werk van Rudolfs hand is een traktaat over het astrolabium, waarvan nog zes manuscripten bestaan. Het heeft geen titel maar wordt veelal aangeduid via het incipit, Cum celestium sperarum. Hij droeg het op aan een zekere Johannes David, die waarschijnlijk zijn patroon was.
In de tekst is 24 april 1144 vermeld als datum waarop Rudolf de hoogte van de zon observeerde in Béziers. Daaruit valt af te leiden dat zijn tekst van na deze datum moet zijn. In 1143 had Hermannus Secundus zijn vertaling voltooid van de becommentarieerde Arabische versie van Ptolemaeus' Planisphaerium door de grote astronoom Maslama al-Majrati. Allicht was de originele tekst van Hermannus' leerling Rudolf in zekere zin een uitvloeisel van deze vertaalarbeid. Hij beschreef, met talrijke diagrammen, hoe een astrolabium opgebouwd was en hoe het gebruikt moest worden.